# Lavotchkine La-15
Le Lavotchkine La-15 (en russe : Лавочкин Ла-15) était un avion de chasse soviétique développé par le constructeur Lavotchkine dont les développements d'après-guerre ne sont pas très connus en occident. Il fut développé pour concurrencer le MiG-15 et testé en 1948. Il était équipé du réacteur britannique Rolls-Royce Derwent ou de sa version RD-500 construite sous licence. Cet avion était apprécié de ses pilotes pour sa maniabilité et sa vitesse ascensionnelle. La production fut arrêtée après environ 500 exemplaires, la préférence ayant été donnée au MiG-15 pour une production en masse. Ce dernier avait des caractéristiques de vol légèrement moins bonnes, mais il était nettement plus simple à fabriquer et à entretenir. Il est visible au musée de Monino.

## Opérateurs
Union soviétique
- Forces aériennes soviétiques

### Développement lié
- Lavotchkine La-168
- Lavotchkine La-176

### Aéronefs comparables
- MiG-15
- FMA IAe 33 Pulqui II (en)
- Yakovlev Yak-25 (1947)
- Republic F-84F Thunderstreak
- North American F-86 Sabre